# (59419) Prešov
(59419) Prešov (1999 GE2) – planetoida z pasa głównego asteroid okrążająca Słońce w ciągu 4,14 lat w średniej odległości 2,58 j.a. Została odkryta 9 kwietnia 1999 roku.